# پریما چارتر
پریما چارتر (به انگلیسی: Prima Charter) یک شرکت هواپیمایی است که در ۲۰۰۳ میلادی تأسیس شده و در ۱۲ مه ۲۰۰۵ فعالیتش را آغاز کرده‌است. دفتر مرکزی پریما چارتر در ورشو، لهستان واقع شده‌است.